# Derek Gee
Derek Gee   (Ottawa, 3 d'agost de 1997) és un ciclista canadenc de carretera i pista, professional des del 2021 i que actualment corre per a l'equip Israel-Premier Tech.
Ha participat als Jocs Olimpics d'Estiu de 2020.

## Palmarès en ruta
- 2015
  -  Campió del Canadà en contrarellotge júnior
- 2022
  -  Campió del Canadà en contrarellotge
- 2023
  -  Campió del Canadà en contrarellotge
- 2024
  - Vencedor d'etapa al Critèrium del Dauphiné
  - 1r al Giro del Vèneto
- 2025
  -  Campió del Canadà en ruta
  - 1r a O Gran Camiño i vencedor d'una etapa

### Resultats a les Grans Voltes

#### Giro d'Itàlia
- 2023. 22è de la classificació general i  vencedor de la classificació de la combativitat
- 2025. 4t de la classificació general

#### Tour de França
- 2024. 9è de la classificació general

## Palmarès en pista
- 2017
  - Campió als Jocs Panamericans en persecució
  - Campió als Jocs Panamericans en persecució per equips
  -  Campió de Canadà en cursa de puntuació
  -  Campió de Nova Zelanda en persecució per equips
  -  Campió de Nova Zelanda en persecució
  -  Campió de Nova Zelanda en americana
  -  Campió de Nova Zelanda en òmnium
- 2018
  -  Campió de Canadà en cursa de puntuació
  -  Campió de Nova Zelanda en persecució per equips
  -  Campió de Nova Zelanda en persecució
  -  Campió de Nova Zelanda en americana
  -  Campió de Nova Zelanda en òmnium
- 2019
  - Campió als Jocs Panamericans en persecució per equips
  - Campió als Jocs Panamericans en òmnium
  -  Campió de Nova Zelanda en persecució
  -  Campió de Nova Zelanda en americana
  -  Campió de Nova Zelanda en òmnium
- 2020
  -  Campió de Nova Zelanda en persecució
  -  Campió de Nova Zelanda en òmnium
- 2021
  -  Campió de Nova Zelanda en cursa de persecució per equips
- 2022
  - Campió als Jocs de la Commonwealth en scratch
  -  Campió de Nova Zelanda en cursa de puntuació
  -  Campió de Nova Zelanda en cursa d'eliminació